# AMS Glossary of Meteorology
Le Glossary of Meteorology de l'American Meteorological Society est un glossaire de termes anglophones utilisés en météorologie évalués par des pairs. Il est publié depuis 1959, et contient maintenant plus de 12 000 définitions. Plus de 10 000 exemplaires de la première édition ont été vendus, nécessitant cinq réimpressions. En 2013, le Glossaire est passé à une version électronique basée sur la deuxième édition.
Il est depuis évolutif et périodiquement mis à jour au fur et à mesure de l'évolution de la science. Les lecteurs peuvent soumettre des modifications à des termes existants ou proposer des définitions pour de nouveaux termes.

## Description
Le glossaire vise à définir chaque terme météorologique important susceptible d'être trouvé dans la littérature anglophone aujourd'hui. Il tente de présenter des définitions compréhensibles pour le public mais acceptables pour les spécialistes du domaine, visant à être un ouvrage de référence. Le glossaire collecte et  définit aussi des termes qui sont soit obscurs, soit de nature très locale.
Dans la plupart des cas, la première phrase de la définition résume le sens du terme alors que le reste du texte élabore le concept. La définition textuelle et physique peut être accompagnée accessoirement d'une ou plusieurs équations ou termes mathématiques. Des références sont fournies et sont facilement accessibles. Les termes d'argot et folkloriques populaires sont aussi inclus dans le glossaire. Les acronymes, les abréviations, les termes mathématiques et statistiques sont également inclus s'ils font partie du « vocabulaire scientifique » en météorologie. Certains termes obsolètes des éditions antérieures ont été omis.
Le glossaire utilise le Système international d'unités (SI) sauf dans des circonstances particulières où la prépondérance des utilisations d'un terme exige un autre système comme les unités de mesure anglo-saxonnes. Les abréviations utilisées sont conformes aux normes publiées dans Authors' Guide.
Les termes sont classés par ordre alphabétique et ceux commençant par des chiffres ou des lettres grecques sont insérés comme s'ils étaient épelés en lettres romaines. Les termes affichés en gras (dans l'édition imprimée) et les hyperliens (dans l'édition électronique) renvoient aux autres termes eux-mêmes définis dans le Glossaire.
Les opérations du glossaire sont supervisées par le rédacteur en chef du glossaire, nommé pour 3 ans, et le rédacteur en chef adjoint avec le soutien éditorial des membres du personnel des publications de l'AMS. Les modifications et ajouts proposés au glossaire sont soumis en ligne. Le rédacteur en chef les évalue et sélectionne une équipe de révision pouvant comprendre ces experts selon les besoins. Une fois que les nouveaux termes et/ou changements sont vérifiés, le rédacteur en chef donne son approbation finale pour leur publication en ligne.

## Histoire
La première édition du Glossaire de la météorologie est parue en 1959 grâce au travail de nombreux bénévoles de l'AMS. La seconde édition fut initiée quatre décennies plus tard, en 1993, pour tenir compte des développements de la météorologie, en particulier l'apparition de nouvelles spécialités. C'est en 1994 que l'AMS a investi de ses propres fonds et a demandé à la National Science Foundation (NSF) une subvention pour cette édition et qu'elle l'a obtenue grâce à un financement de cinq agences gouvernementales américaines.
À l'automne 1994, le Conseil consultatif du glossaire de météorologie, sous la présidence de Ronald Taylor, a pris le relais du comité ad hoc pour élaborer la deuxième édition et déterminer quels termes propres à la météorologie et aux sciences connexes devaient y être inclus. Il a finalement été convenu que le glossaire inclurait non seulement la physique, la chimie et la dynamique de l'atmosphère, mais s'étendraient à de nombreux effets directs de l'atmosphère sur la surface de la terre, les océans et la vie en général. Les termes d'hydrologie, d'océanographie, etc., sont inclus si leur inclusion est importante pour la compréhension de la météorologie telle que définie au sens large.
Le Conseil de l'AMS, sur recommandation du Conseil consultatif du glossaire et avec l'accord du rédacteur en chef, a voté à l'unanimité de dédier cette deuxième édition à deux personnes : Charles F. Talman, bibliothécaire du US Weather Bureau, qui a compilé les termes utilisés dans le glossaire du Bureau publié 1946 devenu l'ancêtre de celui de l'AMS et à Werner A. Baum, directeur du projet de seconde édition.